# 不可作假见证陷害人

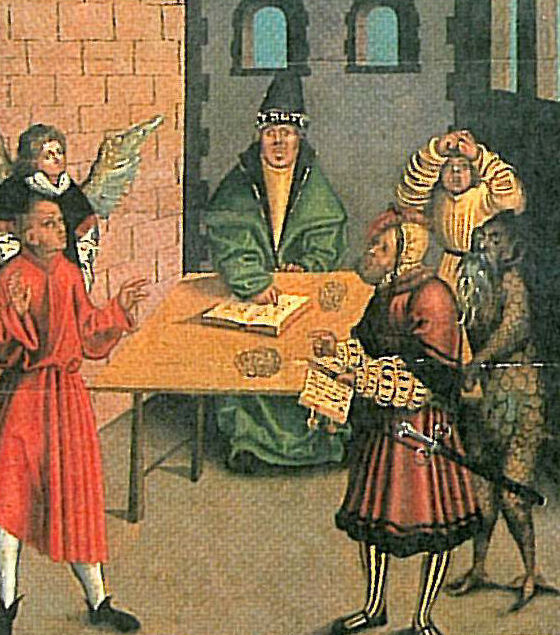
《不可作假见证陷害人》，画家：老卢卡斯·克拉纳赫

“不可作假见证陷害人”或譯「不可作假見證，害你的近人」（羅馬化：Lōʾ t̲aʿăneh b̲ərēʿăk̲ā ʿēd̲ šāqer，出埃及记20:16）是十诫之一，被犹太教和基督教普遍理解为具有道德约束力的戒律。
根据《出埃及记》，十诫由上帝口述，用其指头刻写于两块石版之上，后由摩西打碎，再由耶和华重新刻写在摩西凿出的石板上。
“不可作假见证”被视为“爱人如己”命令的自然延伸。这一道德规范也源于圣洁子民应为上帝作诚实见证的呼召。违背真理的言行，意味着拒绝道德上的正直，是对上帝的根本不忠，从而破坏了人与神之间立约的基础。

## 古代理解
“不可散布虚假传言；不可与恶人联手做恶证人；不可随众行恶，在争讼的事上不可从众偏离正义；不可在诉讼中偏袒穷人。”——《出埃及记》23:1–3
希伯来圣经包含了多项禁止作假见证、说谎与散播谣言的规定。 若有人被指控，并被带到宗教法庭，控罪必须有两到三名立誓作证的证人才能成立。
若法官怀疑证人作伪，应进行彻查，若确证证人为假，其所欲加于被告之刑罚将反加于其身。 例如，在涉及谋杀的案件中作假证将导致假证人被处死。
假见证被列为上帝所恨的“六样”之一，出自所罗门之言。 耶稣亦指出，假见证是污秽人的行为之一。
若证人隐瞒所见所知之事，其罪在己；若其意识到有罪，须向上主忏悔，并献上一只母羊或山羊（或两只斑鸠、两只鸽子，或一伊法十分之一的细面）为赎罪祭以求得宽赦。
作伪证者被视为诡诈之人， 是蔑视正义之人， 如同战争中的铁棒、利剑或利箭一般可怕。 所罗门说：“作假见证的，必不得免刑。” “作假见证的，终必灭亡”。
《列王纪上》21章中记载了一个典型的假见证案例。以色列王亚哈想要购买耶斯列人拿伯家靠近王宫的葡萄园作菜园，但遭拒绝，拿伯说：“愿耶和華不使我将祖产让给你。” 亚哈的妻子耶洗别假传王命，命拿伯家乡的长老与贵族设下圈套，由两名匪徒作假证指控拿伯咒诅神与王，结果拿伯被处死，亚哈遂夺其园地。经文称上帝因此大怒，派以利亚先知责备亚哈与耶洗别并宣告审判。
《撒母耳记下》第一章也被认为涉及伪证。 《撒母耳记上》记载扫罗王在基利波山自刎而死；而《撒母耳记下》则记载一名亚玛力人带着扫罗的王冠与臂镯向大卫禀报，声称是他将重伤的扫罗击杀。大卫当即下令处决此人，说：“你流人血的罪归到你自己头上，因为你亲口作见证说：‘我杀了耶和华的受膏者’。” 无论该亚玛力人是否真的杀了扫罗，他要么是弑君者，要么是做了致命的假见证，两者皆当受死。
古代对“作假见证”的理解不仅包括口头谎言，也包括对公开传召的见证义务置若罔闻。《利未记》记载：“若有人听见宣召作证的声音，无论看见或知道什么，若不说出来，就要担当罪责。”

## 犹太教教义
犹太律法列出613条诫命，其中有多条涉及在司法程序中保持证词诚实的相关命令：

570. 凡知晓证据之人，必须在法庭作证（《利未记》5:1）

571. 必须仔细盘问证人（《申命记》13:15）

572. 在死刑案件中，证人不得兼任审判者（《申命记》19:17）

573. 不可采纳单一证人的证词（《申命记》19:15）

574. 犯罪之人不得作证（《出埃及记》23:1）

575. 当事人亲属不得作证（《申命记》24:16）

576. 不可作假证（《出埃及记》20:16）

577. 应以被告原应受之刑罚惩处作伪证者（《申命记》19:19）——《诫命书》（Sefer Hamitzvot），作者：迈蒙尼德
迈蒙尼德（拉姆班）进一步解释称，如果假证导致金钱损失，法庭应令作伪证者赔偿等值损失；若假证意图致人死地，则伪证人应受同等之死刑。
在《诫命教育书》（Sefer Hachinuch）中，若知情者拒绝出庭作证，其罪等同“站在邻人血难之旁却袖手旁观”。
一则米大示（midrash）指出，第九条诫命的重要性几可与对神的见证相提并论：
凡作假见证陷害邻人的人，其罪等同于对上帝作假见证，说上帝没有创造世界一般严重。——《出埃及记》20:13，Mechilta释义

## 新约教义
根据新约，耶稣指出遵守“不可作假见证”是进入永生的必要条件之一。 耶稣认为假见证源于内心的邪恶，是使人污秽的罪。
新约中也多次提及有人对耶稣及其门徒作伪证。当耶稣在公会受审时，大祭司等人寻找控罪证据欲置耶稣于死地。《马太福音》记载有许多假证人（希臘語：πολλων ψευδομαρτυρων）出庭作伪证。 耶稣最初沉默不语，直到大祭司以神的名义要求其陈述是否为“基督、神之子”，耶稣才正面回答。
《使徒行传》记述门徒司提反被捕并带到公会，那些反对他的人指使伪证人称他亵渎摩西与上帝。 司提反藉此机会上诉，回顾以色列人对先知的迫害与拜偶像，指出耶稣之死即其延续，激怒众人，最终被乱石砸死。
新约描绘使徒们为耶稣的事工与复活之“真实见证人”。 保罗引用旧约关于假见证的禁令，表达他若就基督复活说谎，将成为对神的假见证者，他对此心存敬畏：

“若传基督是从死里复活的，怎么在你们中间有人说没有死人复活的事呢？若没有死人复活的事，基督也就没有复活；若基督没有复活，我们所传的便是枉然，你们所信的也是枉然。并且明显我们是为神妄作见证的，因为我们见证神是叫基督复活了。若死人真的不复活，神就没有叫他复活。……若基督没有复活，你们的信便是徒然，你们仍在罪中。”————使徒保罗
在罗马书 13:9中，保罗列出多条十诫，归结为“要爱人如己”。在公认经文（Textus Receptus）和钦定版圣经中，“不可作假见证”仍在其中；但在部分早期抄本中缺失，《剑桥圣经校注》认为该句“或可据文献证据省略”。
曾有属于自由民会堂、古利奈、亚历山大城、基利家与亚细亚的犹太人起来与司提反辩论，最终将他带到公会，并指使假见证人说：“这人常说话攻击这圣所（即耶路撒冷圣殿）和律法。因为我们听见他说：‘这拿撒勒人耶稣要毁坏这地方’”（司提反原意是引用耶稣关于其身体即“圣殿”将被毁坏三日后复活之言），“并要改变摩西所交给我们的规条”（司提反实际上是指出耶稣来是要“成全律法”）。当众人注视司提反时，见他的面貌如同天使。
关于耶稣的伪证情况，《马可福音》记载虽有多人作伪证，但其供词互不一致。最终有两名证人称听见耶稣说他要“拆毁这殿，三日内另造一座不是人手所造的”。 事实上耶稣言下之意是指其身体（圣灵之殿）将被杀害而三日后复活，但即便如此，那两人的见证也无法吻合。

## 东正教观点
东正教基督徒被期望在任何时间、任何地点都秉持真理，毫无例外。诽谤与闲话（流言蜚语）被视为同等的邪恶行为，最初传播者需对传播过程中所造成的任何进一步损害负责。除非出于保护自己或他人免受伤害的迫切理由，即便所说内容属实，也不被允许公开贬低他人。
加沙的多若提乌斯圣人曾说：“你也许确实知道那人的罪，但你并不知道他的悔改。”

## 天主教教义
天主教会对“不可作假见证”的解释远超越犹太教中关于伪证的历史背景，将其视为对人际关系中一切歪曲事实行为的禁止。该诫命要求信徒诚实守信，尊重他人名誉，即使是已故之人。它禁止以下行为：揭人隐私（即便属实）、诬陷、流言、妄加评判、撒谎，以及泄露秘密。
《天主教教理》第2469条写道：“……诚实是一种美德，它要求人给予他人其应得之真相。诚实介于应当表达之事与应当保密之事之间：它包含正直与谨慎。按照正义之道，一个人有义务向他人显明真相。”
天主教认为“真理”是人类言行正直的体现，是在行动上忠于真实、言语上不说谎的美德，也包括警惕虚伪、掩饰与伪善。一个“诚实的人”是将真相作为他人应得之物来给予的。诚实平衡应说与不应说之间，要求坦率亦要求谨慎。基督的门徒蒙召“生活在真理中”，即以与主一致的生活为目标，持守真理之道。“ 如果我們說我們與他相通，但仍在黑暗中行走，我們就是說謊，不履行真理。”（若望一书1:6）
为了“對天主對人時常保持良心無愧”（宗徒大事录24:16），基督徒必须效法耶稣“为真理作见证”（若望福音18:37）。基督徒不要以給我們的主作證為恥（弟茂德后书1:8）。在需要见证信仰的情境中，基督徒必须清楚明确地表明立场。天主教认为，信仰的见证乃是一种正义行为，是确立并传扬真理的行为。殉道（即为真理信仰献身）被视为信仰最高形式的见证。
基督徒应“脱去旧人，穿上新人”，这新人“就是按照天主的肖像所造，具有真實的正義和聖善的新人。”（厄弗所书4:24）因此，他们「戒絕謊言」、“所以你們應放棄各種邪惡、各種欺詐、虛偽、嫉妒和各種誹謗。”（厄弗所书4:25；伯多禄前书2:1）
公然违背真理的言论具有更严重的道德后果：在法庭中即为伪证（箴言19:9），发誓作假证更是伪誓（perjury）。这些行为可能导致无辜者被定罪、罪人逍遥法外，甚至加重被告罪责（箴言18:5）。这类行为是严重罪行，因为它们严重破坏了正义的施行与司法判决的公平性。
尊重他人名誉要求避免一切可能对他人造成不公伤害的言行。若无确凿证据便断定邻人有道德过错，即属妄断；将他人的过错泄露给原本不知情者而无客观正当理由者，即属揭人隐私（detraction）；若故意散布不实之言损毁他人名誉，使人对其产生不当判断，则属诽谤（calumny）。此类罪行既违反了“不可作假见证”，亦违反了“爱人如己”之诫命。
此外，天主教认为奉承、逢迎与取悦之言，若促使他人陷入恶行或罪恶，也是违背此诫命的。若因想讨好对方而助长其邪恶行为，则构成重大罪过。即使出于友谊或好意，也不足以为虚伪之言辩护。夸口与吹嘘同样被视为违背真理，而通过讽刺（ironía）恶意讥笑他人之行为，也构成对真理的冒犯。
教会教导：“说谎就是有意说出虚假之言以欺骗他人。” 圣经称撒谎为魔鬼的工作：“ 你們是出於你們的父親魔鬼，並願意追隨你們父親的慾望。從起初，他就是殺人的兇手，不站在真理上，因為在他內沒有真理；他幾時撒謊，正出於他的本性，因為他是撒謊者，而且又是撒謊者的父親。”（若望福音8:44）撒谎是最直接违背真理的罪行，是以言语或行为违背事实，故意引导他人误入歧途。
撒谎破坏人与真理、与邻人的关系，因此也是对人与上主之间神圣关系的亵渎。若谎言严重伤害正义与仁爱等德行，即构成大罪。撒谎亦是对语言的亵渎，而语言本是传递真理的工具。蓄意使人误解、说谎误导，等同对正义与爱德的背叛。若谎言导致严重后果，其罪责亦相应加重。谎言破坏他人认知能力，而认知正是做出判断与决定的基础。谎言播下不和的种子，引发连锁恶果，最终破坏社会信任与人际关系结构。
然而，天主教也指出：“知情权并非绝对”。在实际生活中，是否透露真相需服从“兄弟之爱”的福音精神。是否应答真相，应由爱德与对真理的尊重共同判断。保护他人安全、尊重隐私、维护公共利益，皆可成为保密或委婉表达的正当理由。避免丑闻有时也要求极大的谨慎。在某些情境下，无义务向不具知情权者透露真相。金律可协助人在具体情境中判断是否应告知他人真相。值得注意的是，告解圣事的保密性不可侵犯。

## 路德宗教义
马丁·路德解释说，这条诫命首先的意义是：“每一个人都应帮助邻舍维护其合法权益，不可让其权益受到阻碍或歪曲，应无论在何种身份（无论是法官还是证人）都竭力维护邻人的权利。” 路德还指出，这条诫命也适用于属灵领域，因此禁止针对传道人或基督徒的诽谤，例如称其为异端、背教者、煽动者、邪恶之人等。
第三方面，路德指出该诫命禁止公开评判与指责邻舍。即便有人亲眼看到或耳闻邻舍犯罪，也无权向他人宣扬。若擅自判断并定罪，反而比对方更有罪（法官、父母、牧师除外）。
除了我们的身体、配偶与财产外，我们还有一个至宝，那就是“名誉与美好声望”（即诚实与清白的名声）。若人活在羞辱与鄙视中，实在难以忍受。因此，上帝命令我们像维护邻人的金钱与财物一样，不可夺去其名声、声望与正直，使人人都能在其配偶、儿女、仆人和邻舍面前持守正直。在最直接的意义上，这条诫命（不可作假见证）最初指的是在公正的法庭中，不得以虚假证词陷害清白之人，导致其在身体、财产或名誉上受罚。————马丁·路德，《大教理问答》
路德抨击那些喜欢传播流言的人：“他们不仅止于知情，更擅自越权，哪怕知道对方的小过失，也会将其四处传播，以挑动他人的轻蔑与羞辱之心——如同猪在泥中打滚。” 路德认为这种行为是擅自取代上帝的判断权，并施以严厉的“判决”，虽未动刀剑，却以“毒舌”伤人。
因此，上帝禁止人说他人的坏话，即便对方确实有过错，更遑论仅仅是道听途说。有人说：“那我说的是真话，难道不能讲？”答曰：“既然如此，为何不向法官正式告发？”答曰：“我无证据，若控告无果，还可能被罚为诬告。”那么，你就应当保持缄默。即便你知道，也应自己知道，不可为他人传播。因为即便所言属实，若无法举证，你仍会被视作说谎之人，且行为下流。只有在对方已公开失去其名誉时，才可作此宣告。————马丁·路德，《大教理问答》

## 改革宗教义
約翰·加尔文认为，“不可作假见证”不单禁止诽谤与毁谤，也禁止任何会损害邻人名誉或财产的虚假言语。基督徒应出于纯洁动机坚持真理，以维护邻人的名声与利益。
我们通过恶意中伤，犯下对邻人名声的罪；通过撒谎，有时甚至只是轻微暗示，也可能损害邻人的财产。无论是在法院上正式作证，还是在日常谈话中提供信息，皆受此诫命约束。我们应始终记住，这条命令所提及的特定罪行，仅是为了举例说明其普遍适用性。————加尔文，《基督教要义》
加尔文强调，该诫命不仅禁止伪证，也包括一切“阴险的暗示与中伤”，因为这会对邻人造成不公伤害。他进一步指出，“好名声胜过财富”，若人被剥夺名誉，其损失不亚于财产被劫。
此诫命甚至包含那些假借“玩笑”讽刺、嘲弄他人之举，有些人为了逞一时口才或博取笑声，公然揭人短处。此等行为往往令弟兄受伤。若我们看向那颁布律法者，他不仅掌管人之言语，也掌控人的心思与耳朵，我们便当知——倾听谗言、妄加评论，也被此诫命所禁止。————加尔文
马太·亨利认为，该诫命旨在维护自己与邻人的名誉。他总结：“不可作假见证”包括三点：
1. 在任何事情上说谎、含糊其辞或用任何手段欺骗邻人；
2. 对邻人发表不公评价，损害其声誉；
3. 作假证，无论是在法庭上以誓言诬告（此等行为同时违背第三、第六与第八诫命），还是在日常交往中恶意诽谤、搬弄是非、夸大他人过失，以求抬高自身，贬低他人。

## 欧文派教义
新使徒教会，即欧文派教会中规模最大的分支，在其教理中指出：
一切假见证都是谎言。从更广义的角度看，第八诫命可理解为禁止一切不诚实的行为（利未记19:11）。由于人类本性中的不完全，没人能始终说真话；但人若越努力效法基督，就越会说真话、行正道。

宗徒保禄劝勉：“所以你们要弃绝谎言，各人与邻舍说实话。”（厄弗所书4:25）然而，这并不意味着应在任何情境下将令人不悦的真相直言不讳。若不加节制地揭露他人过失，可能导致极大的伤害。即使是第八诫命，也需服从“爱人如己”的大原则。因此，说话与谈论他人时应格外谨慎。《箴言》6:19指出：“作假见证吐谎言的人，和弟兄中布散纷争的人，都为上主所憎。”

## 延伸阅读
- 《犹太研读圣经》，塔纳赫译本，2004年，主编：阿黛尔·柏林、马克·兹维·布雷特勒、迈克尔·菲什班，纽约：牛津大学出版社，犹太出版学会。ISBN 0-19-529751-2
- Slater S.J., Thomas. . . 伯恩斯·奥茨与华士本有限公司. 1925.
- .   [2009-09-02].
- 《圣经》英文标准版（English Standard Version），2007年，Crossway Bibles出版，伊利诺伊州惠顿市。ISBN 1-58134-379-5
- . 1985  [2009-08-28].
- 巴克，肯尼斯, 伯迪克，唐纳德； 斯特克，约翰；韦塞尔，沃尔特；扬布拉德，罗纳德，主编. . Zondervan，密歇根州大急流城. 1995. ISBN 0-310-92709-9.
- . 道布尔戴宗教出版社. 2003  [2009-09-01]. ISBN 0-385-50819-0.
- . . 由詹姆斯·多诺万翻译. 卢卡斯兄弟出版社. 1829.